# Безголосовский сельсовет
Безголо́совский сельсове́т — муниципальное образование со статусом сельского поселения и административно-территориальное образование в Алейском районе Алтайского края России. Административный центр — село Безголосово.

## Население
| 1997 | 1998 | 1999 | 2000 | 2001 | 2002 | 2003 | 2004 | 2005 |
| ---- | ---- | ---- | ---- | ---- | ---- | ---- | ---- | ---- |
| 911  | ↘903 | ↘837 | ↘831 | ↘810 | ↘768 | ↘745 | ↘713 | ↗718 |
| 2006 | 2007 | 2008 | 2009 | 2010 | 2011 | 2012 | 2013 | 2014 |
| ↗737 | ↗754 | ↘753 | ↗757 | ↘629 | ↘624 | ↘616 | ↘598 | ↗606 |
| 2015 | 2016 | 2017 | 2018 | 2019 | 2020 | 2021 |      |      |
| ↘600 | ↘592 | ↗595 | ↘587 | →587 | ↘550 | ↘543 |      |      |

По результатам Всероссийской переписи населения 2010 года численность населения муниципального образования составила 629 человек, в том числе 301 мужчина и 328 женщин<. 

## Населённые пункты
В состав сельского поселения входит один населённый пункт — село Безголосово.

## Археология и генетика
В 4 км к северо-востоку центра села Безголосово находится памятник бронзового века Берёзовая Лука, исследованный Алейской археологической экспедицией в 1997–2007 годах. МтДНК трёх младенцев с поселения елунинской культуры Берёзовая Лука относилась к восточно-евразийским вариантам, в частности — к митохондриальной гаплогруппе А.